# Pas à pas
Pour plus de détails, voir Fiche technique et Distribution.

Pas à pas est un court métrage  français écrit, réalisé et produit par Dominique Delouche en 1981, sorti en 1982.

## Synopsis
John Neumeier, directeur de ballet à l'Opéra d'État de Hambourg répète Petrouchka d'Igor Stravinsky avec Patrick Dupond, danseur étoile de l'Opéra de Paris. Dans le rôle du Maître, Neumeier mime la maltraitance envers Dupond l'Esclave, qui subit et parfois réagit.

## Fiche technique
- Titre : Pas à pas
- Réalisateur : Dominique Delouche
- Scénario : Dominique Delouche
- Directeur de la photographie : Jean-Pierre Lazar
- Musique : ballet Petrouchka d'Igor Stravinsky (1940-1911)
- Pianiste : Bernard Ringeissen
- Chorégraphie : John Neumeier
- Producteur : Dominique Delouche
- Montage : Monique Coutel
- Sociétés de production : Les Films du Prieuré, coproduction : Société française de production (SFP), Cinémathèque française, avec le soutien de Ministère de la Culture, CNC-Images de la Culture
- Sociétés de distribution : Les Films du Prieuré (cinéma) / Doriane Films (DVD, 28 novembre 2011)
- Tournage : aux Studios des Buttes-Chaumont
- Pays d'origine :  France
- Genre : documentaire
- Durée : 5 minutes 5 secondes
- Format : couleurs - négatif et positif : 35 mm
- Copyright by Les Films du Prieuré 1982
- Date de sortie : 1982 / 25 janvier 1984 (inclus dans le long métrage Le Spectre de la danse) / 28 novembre 2011 (en DVD dans le coffret Les Inoubliables de la danse)
- Visa no 56449 (délivré le 23 décembre 1982)

## Distribution
- Patrick Dupond, danseur étoile de l'Opéra de Paris, dans le rôle de l'Esclave
- John Neumeier, directeur de ballet à l'Opéra d'État de Hambourg, dans le rôle du Maître

## Autour du film
- Pas à pas est un extrait de la vidéo de 52 minutes intitulée Petrouchka. Journal d'une chorégraphie, également signée Dominique Delouche. D'une durée de cinq minutes, ce court métrage a été tiré sur pellicule 35 mm pour être exploité en salles. Le réalisateur y a isolé un moment de la répétition de Petrouchka saisissant la quintessence de l'ensemble.

## Revue de presse
- Emmanuel Decaux, « Le Spectre de la danse », Cinématographe no 97, Paris, février 1984
- Gilles Colpart, « Le Spectre de la danse », La Saison cinématographique 1984 (La Revue du cinéma Hors série -XXIX), U.F.O.L.E.I.S., Paris, octobre 1984, p. 135